# Crotalaria trichotoma
Crotalaria trichotoma là một loài thực vật có hoa trong họ Đậu. Loài này được Bojer miêu tả khoa học đầu tiên.

## Hình ảnh

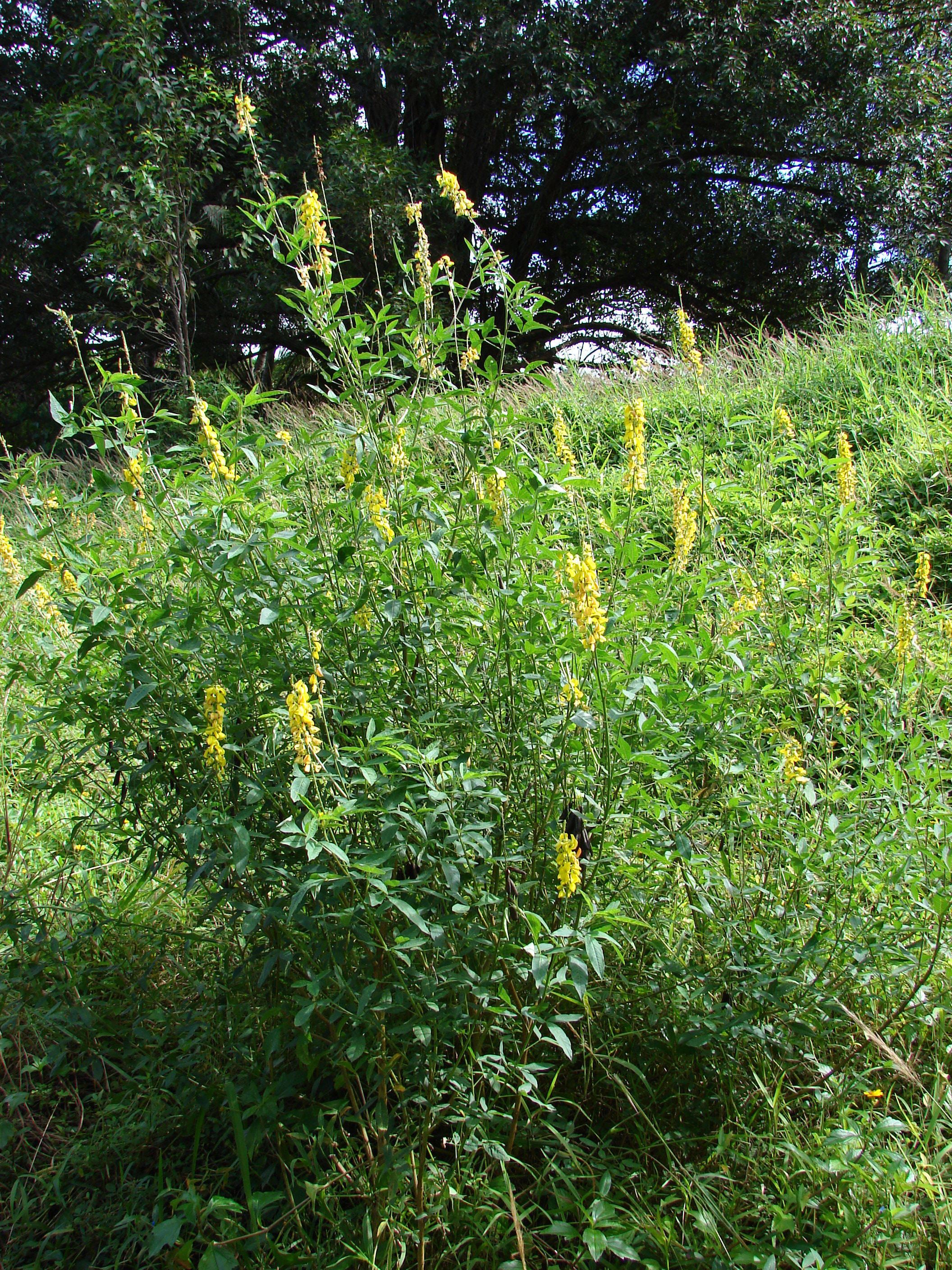
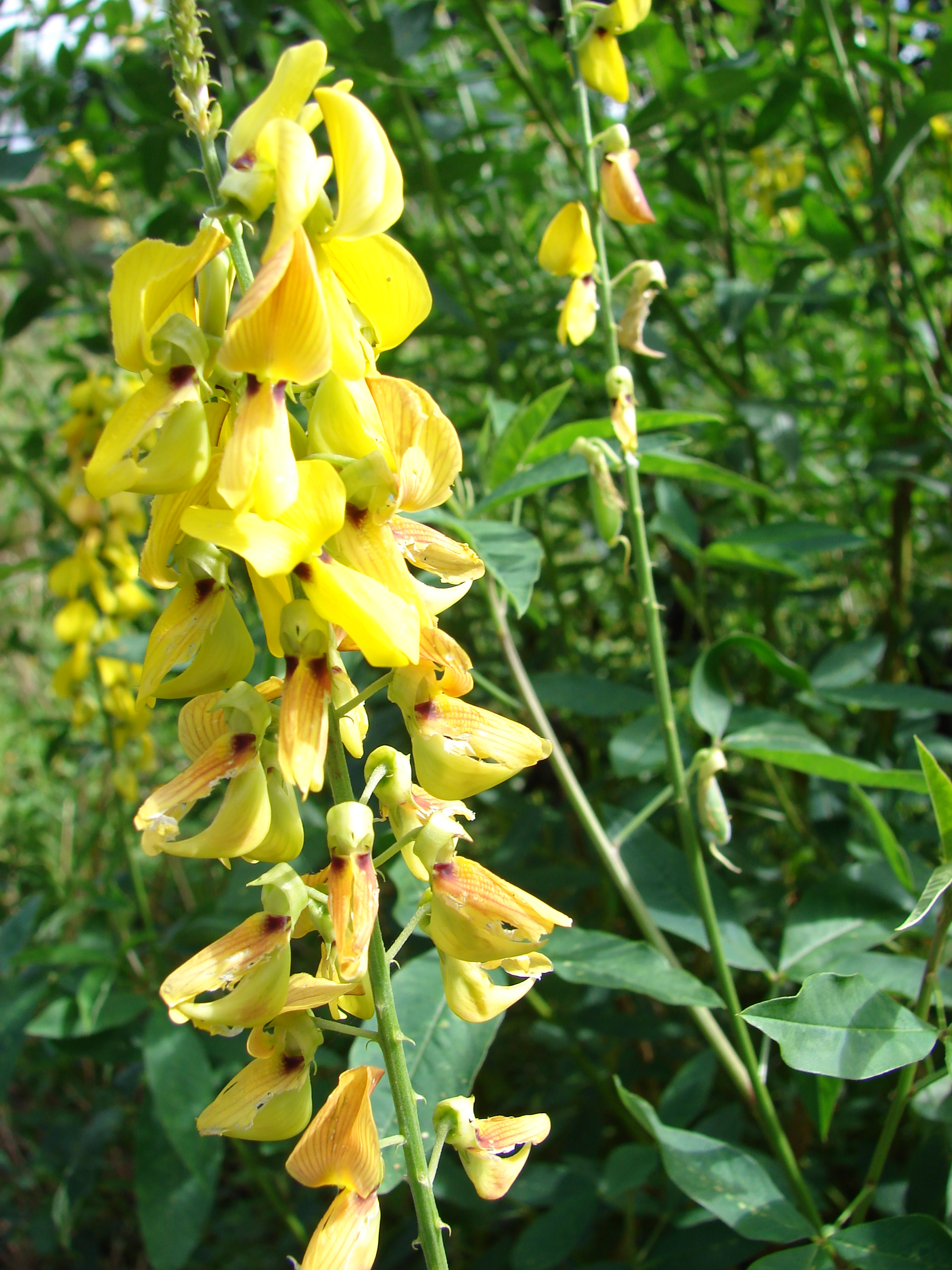
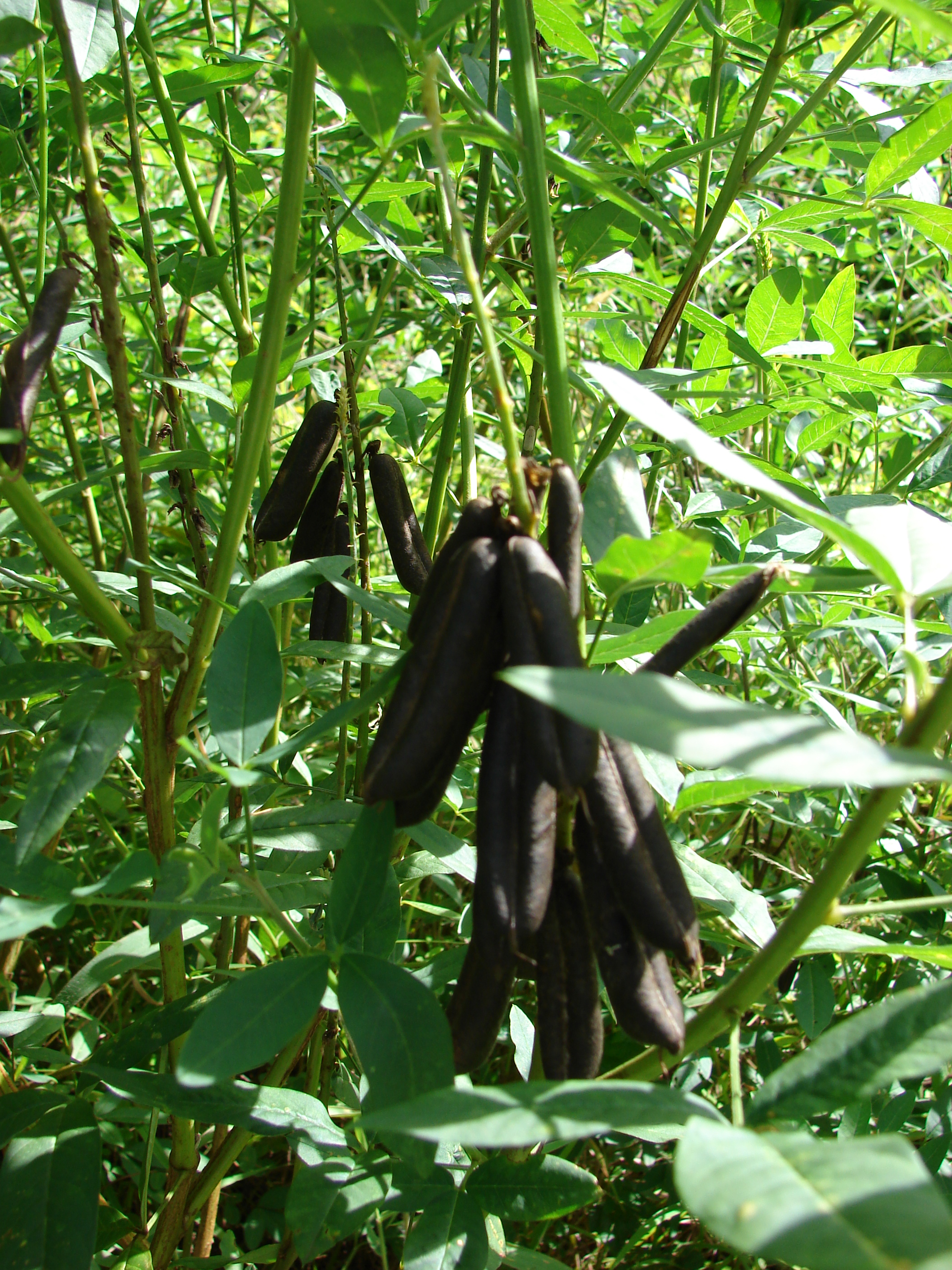
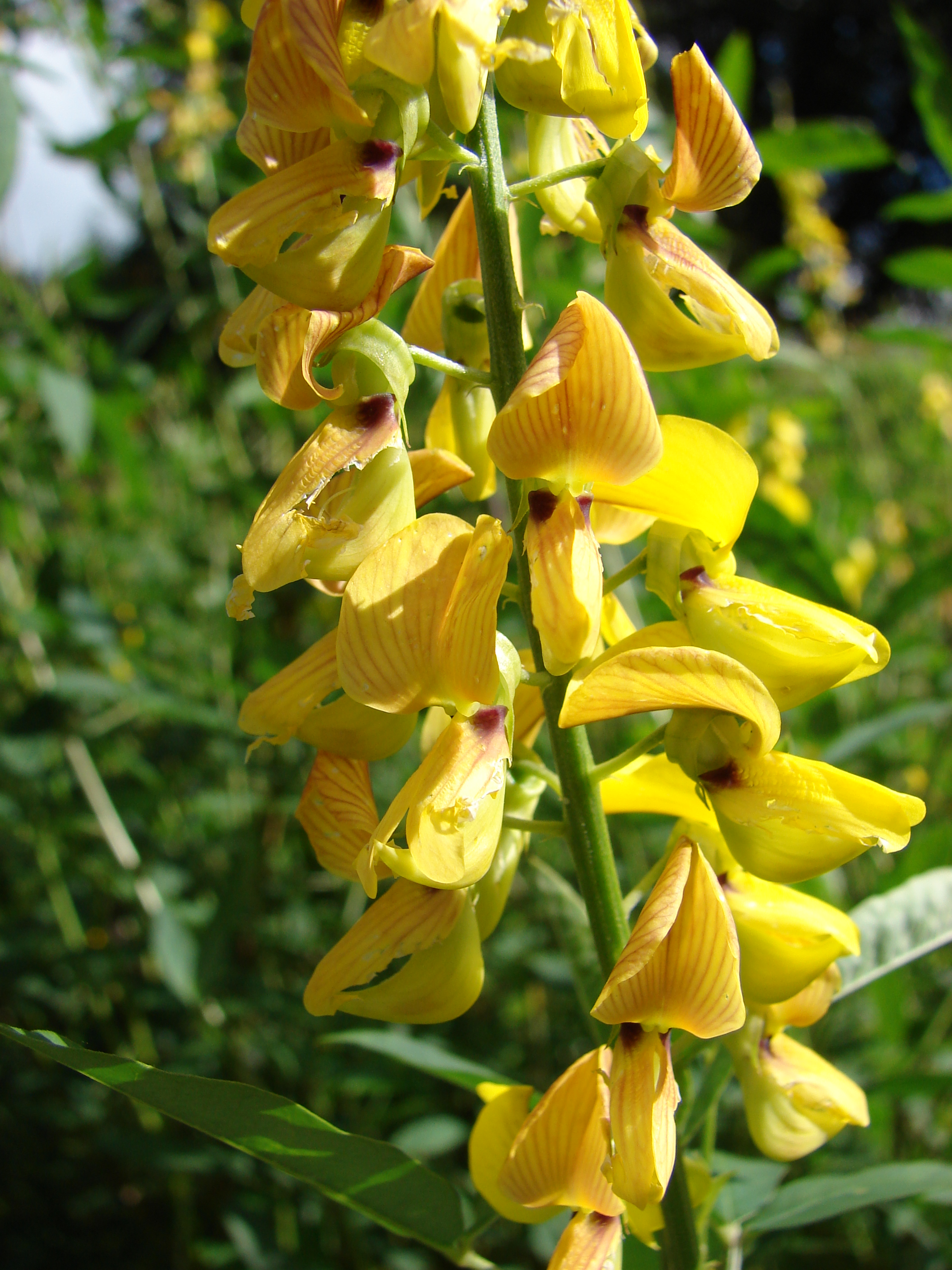